# Pałac Młodzieży i Sportu w Prisztinie
Pałac Młodzieży i Sportu (alb. Pallati i Rinisë dhe Sporteve) – obiekt sportowy w Prisztinie, w Kosowie. Został otwarty w 1977 roku. Budynek mieści pod jednym dachem dwie hale widowiskowo-sportowe, jednak po pożarze z 2000 roku tylko mniejsza z nich zachowała swą funkcję sportową. Z areny korzystają koszykarze drużyny KB Prishtina.
Obiekt został wybudowany w latach 1975–1977, a jego projektantem był Živorad Janković. Budowę poprzedziło referendum, w którym mieszkańcy miasta opowiedzieli się za budową kompleksu. Powstały budynek mieścił pod jednym dachem dwie hale widowiskowo-sportowe, większą, mogącą pomieścić 8000 widzów i mniejszą, o pojemności 3000 widzów. W ramach projektu powstały również podziemne parkingi oraz mniejszy budynek, mieszczący w przeszłości centrum młodzieżowe. Arena powstała tuż obok Stadionu Miejskiego. Pierwotnie obiekt nazywał się centrum „Boro i Ramiz”, od imion dwóch jugosłowiańskich partyzantów, Boro Vukmirovicia i Ramiza Sadiku, zamordowanych w 1943 roku. Po II wojnie światowej ich imiona stały się symbolem unii pomiędzy Albańczykami i Serbami, jednak po wojnie w Kosowie zdecydowano się na przemianowanie obiektu na Pałac Młodzieży i Sportu. 25 lutego 2000 roku doszło do pożaru obiektu, spowodowanego przez wadliwą instalację elektryczną. Po pożarze budynek został częściowo odbudowany, jednak główna hala nie odzyskała ponownie funkcji sportowej, została jedynie prowizorycznie zaadaptowana na parking samochodowy. Z mniejszej hali regularnie korzystają koszykarze klubu KB Prishtina. Przed budynkiem znajduje się pomnik Newborn.